# Nullsoft
Nullsoft — компанія-розробник ПЗ, заснована в Седоні (Аризона, США) в 1997 році Джастіном Франкелем, автором популярного плеєра Winamp, системи інсталяції NSIS, сервера аудіо / відео мовлення SHOUTcast і ряду інших програмних продуктів.
Назва компанії — пародія на назву компанії Microsoft, натяк на те, що нуль менше, ніж мікро.
У 1999 році куплена компанією AOL і з тих пір була її підрозділом аж до ліквідації в 2013 році. Згодом увійшла до складу корпорації Time Warner.
1. ↑  https://www.bloomberg.com/profile/company/0963810D:US